# BMW M8

## Historia wersji
W 1990 roku zaprezentowano prototyp Serii 8, w wyczynowej wersji M8, posiadający ówcześnie silnik V12 S70/1 o deklarowanej mocy 550 KM. M8 był pierwotnie konstruowany jako konkurent Ferrari. W założeniach BMW samochód miał być alternatywą dla Porsche 911 Turbo 964/ Porsche 959 i Ferrari Testarossa / Ferrari F40. Ekipa projektująca model M8 nazwała go Ferrari-Killer (zabójca Ferrari) z powodu lepszych od konkurenta osiągów swojego dzieła. Projekt został zarzucony, ponieważ BMW uznało, że nie będzie zadowalającego popytu dla bardzo mocnego i kosztownego wariantu serii 8, z powodu trwającej recesji gospodarczej w końcu l. 80 XX w. i początku nowej dekady. Prototyp niehomologowany do normalnego użytkowania na drogach został zamknięty przez BMW w Giftschranku (szafie trucizn), w tajnym garażu BMW, w którym przedsiębiorstwo składuje najrzadsze modele i prototypy jak BMW 850 Ci Cabrio lub BMW M3 E46 Touring. Ekskluzywny artykuł w magazynie BMW Car Magazine z lutego 2010 r. opisał, że prototyp M8 istnieje w całości. Samochód został po raz pierwszy zaprezentowany dziennikarzom 2 lipca 2010 r, w muzeum BMW w Monachium. 20 lat po jego ostatnim publicznym wystąpieniu. Jedyny oficjalny publiczny pokaz samochodu miał miejsce 17 sierpnia 2012 r. Podczas pokazu samochodowego „The Legends of the Autobahn” w Carmel w Kalifornii. Samochód został specjalnie wysłany z Niemiec. W roku 2021 został on udostępniony dziennikarzom vlogu na temat BMW BMW Group Classic na popularnym kanale do udostępniania darmowych filmów i pojazd został odpalony. Są także przyszłościowe plany jazdy i przetestowania auta na zamkniętym obiekcie.

## Różnice konstrukcyjne
Modyfikacje obejmującymi zwiększenie pojemności skokowej do nieco ponad 6 litrów, zastosowanie podwójnych wałków rozrządu dla każdego rzędu cylindrów, indywidualne przepustnice z zaworami rolkowymi, cztery zawory na cylinder, kolektory dolotowe z włókna węglowego, bezstopniową regulację rozrządu i smarowanie suchą miską olejową. Samochód otrzymał dwa wloty powietrza obok tylnych nadkoli do chłodnic płynów eksploatacyjnych silnika. Maska silnika jest z otworem do wentylacji aerodynamicznej, umożliwiająca wypuszczenie poza pojazd powietrza po przejściu przez chłodnicę silnika. Pojazd samochodowy otrzymał większy rozstaw kół dzięki szerszej osi napędowej oraz wzmocnione przednie hamulce. Wnętrze przebudowano w celu redukcji masy. BMW ma dwa siedzenia kubełkowe i czteropunktowe pasy bezpieczeństwa. Dodatkowo ma wskaźniki ciśnienia oleju, temperatury oleju i temperatury wody. M8 w odróżnieniu do reszty modelu E31 otrzymał słupek B, aby zachować większą sztywność strukturalną, także otwierane światła przednie zostały usunięte (pozostały te w zderzaku) ze względu na zmniejszoną przestrzeń pod maską, masę samego mechanizmu, i bardziej skomplikowaną budowę.
Inne zmiany obejmują modyfikacje nadwozia, takie zmodyfikowany przedni zderzak, nowe wyścigowe lusterka boczne, bardziej poszerzone nadkola. Masa własna samochodu została zmniejszona o ponad 400 kg, w porównaniu do standardowej wersji 850 i z 1990 roku, do mniej niż 1450 kilogramów poprzez wykonanie elementów z tworzywa sztucznego – wzmocnionego włóknem szklanym (takich jak maska, drzwi i pokrywa bagażnika) i usunięcie tylnych siedzeń z samochodu. Okna są nieruchome poza fragmentem i wykonane z poliwęglanu.
Chociaż M8 jest jednostkowy, to BMW M seryjnie produkowała podobną wersję ósemki tj. BMW 850 CSi, konkurującą z Mercedesa-Benz SL R129 600 SL bądź Mercedes-Benz CL (C140) 600 SEC albo Porsche 928 GTS. Oprócz silniejszego silnika z M (identyfikowanego przez prefiks S zamiast M, który nosiłby wysilony silnik inny niż M), VIN samochodu identyfikuje samochód jako zbudowany przez BMW M GmbH (przedrostek WBS), a nie BMW AG (przedrostek WBA). Zgodnie z protokołem BMW, sprzedawane w latach 1992-1996 850 CSi był ubogą wersją wysilonego M8.
W latach 1990–2010 BMW deklarowały moc jednostki na około 550 KM. Jednak w marcu 2021 r. prezentując ponownie prototyp producent rozwiał wątpliwości podając wstrząsające dane silnika S70/1 640 KM i 650 Nm przy 4000-5600 obrotów na minutę. Ujawniając większą moc niż McLaren F1. Mimo iż BMW oficjalnie nie badały osiągów tej wersji, udostępniono zalążek informacji, że auto ma manualną skrzynię (S6S 560G) dostrojoną na krótsze przełożenia w stosunku do wersji 850 i / CSi i osiąga nie więcej jak 318 km/h prędkości maksymalnej. Skupiając się raczej nad przyśpieszeniem na poszczególnych biegach. Mimo braku napędu na obie osie, starszych technicznie opon to przy mocy 640 KM i masie ok. 1450 kg, przyśpieszenie 0-100 km/h powinno trwać krócej od 4 sekund.

## Różnice między S70/1-B60 a silnikiem S70/2-B60 McLarena F1
Powszechnym błędem jest przekonanie, że silnik ten w jednej ze swoich ewolucji (S70/1-B60) napędzał super samochód McLarena F1. S70/2 zastosowany w McLarenie F1 nie był oparty bezpośrednio na prototypowym 4-zaworowym V12 używanym w BMW M8 z 1990 roku i był nowym projektem o innych wymiarach (długość 600 mm) i innych wytycznych wymaganych przez McLarena i Gordona Murraya. Mimo częściowego korzystania z techniki stosowanej w M8. Silnik został zamówiony przez McLarena jesienią 25 października 1990 r. Na początku roku 1991 McLaren nie miał jeszcze gotowego silnika projektowanego dopiero przez Paula Rosche i posiłkowała się silnikami V8 Chevroleta – amerykańskiego producenta ponieważ spełniał on normy momentu obrotowego na poziomie 600-700 Nm. Do testowana w samochodach tzw. ''mułach'' (brytyjska Ultima modele Mk2/Mk3) działania, niezawodności i przegrzewania się manualnej skrzyni biegów. Pierwszy silnik dla McLarena został dostarczony 4 marca 1992 roku. Wspomniany silnik S70/1 do prototypu M8 powstał w końcu roku 1989, a w marcu 1990 pojazd był gotowym prototypem. Prostolinijnie można uznać, że silnik S70/1 zainstalowany w M8 bardziej przypomina wersję standardową bloku M70, podczas gdy silnik S70/2 stosowany w F1 to bardziej konstrukcja połączenia dwóch silników S50B30 z modelu BMW M3 (3 l, 210 kW / 286 KM) pierwszej fazy 1992-1995 z zaletami systemu VANOS. Silników S70/1-B60 wyprodukowano na potrzeby modelu M8 3 sztuki. McLaren Cars ltd. dla F1 zamówił razem 300 silników, jednak koncern wyprodukował razem 106 aut. Te 106 jednostek trafiło do modelów F1 zarówno w wersji drogowej (65 aut) jak i pozostałych wyścigowych. Do 1996 roku około 150 jednostek opuściło fabryki BMW, jednak szykujące się nowe zmiany dotyczące emisji spalin i środowiska, które miały wejść w życie po 1999 roku, automatycznie spowodowały zaprzestania produkcji V12 BMW M70/M73 i tym samym McLarena F1 wyposażonego w podobny typ silnika, bez wyraźnej ingerencji w konstrukcję całego motoru i jego przeprojektowania. BMW przeprojektował raz jeszcze ten silnik w 1999, posiadał on nowe oznaczenie M73TUB54 i zastosowano go do modelu Rolls-Royce Silver Seraph. Dlatego też koncern McLaren widząc, że jednostka z końcem lat 90 XX w. będzie przestarzała jeśli chodzi o emisję spalin – wycofała się z umowy kontraktowej na zakup i dostarczenie reszty jednostek z BMW, obawiając się, że zostanie z pozostałością silników, które nie spełniają już norm i co za tym idzie będzie brak możliwości legalnej produkcji i późniejszej sprzedaży modelu F1, a przeprojektowanie tak drogiego silnika (gdzie układ wydechowy z tłumikami kosztował więcej niż cały motor M70) nawet jak na cenę jednostkową F1 było by nie opłacalne. BMW do tej pory posiada pozostałe jednostki do McLarena F1. Niektórych pozostałych silników użyto do napędzania swoich modeli tak jak np. S70/3-B60 BMW V12 LM i BMW V12 LMR (1999-2000) bądź BMW X5 Le Mans. Reszta jednostek jest dawcami części zamiennych dla F1 lub w przypadku rozbicia kompletnego auta, wymieniany jest cały blok z podzespołami.

## Następca
W czerwcu 2018 zaprezentowano następcę serii E31 o oznaczeniu G15. W 2018 roku rozpoczęła się produkcja nowego BMW serii 8, a wraz z nią powstał nowy M8, o mocy maksymalnej 626 KM w wersji M8 Competition.

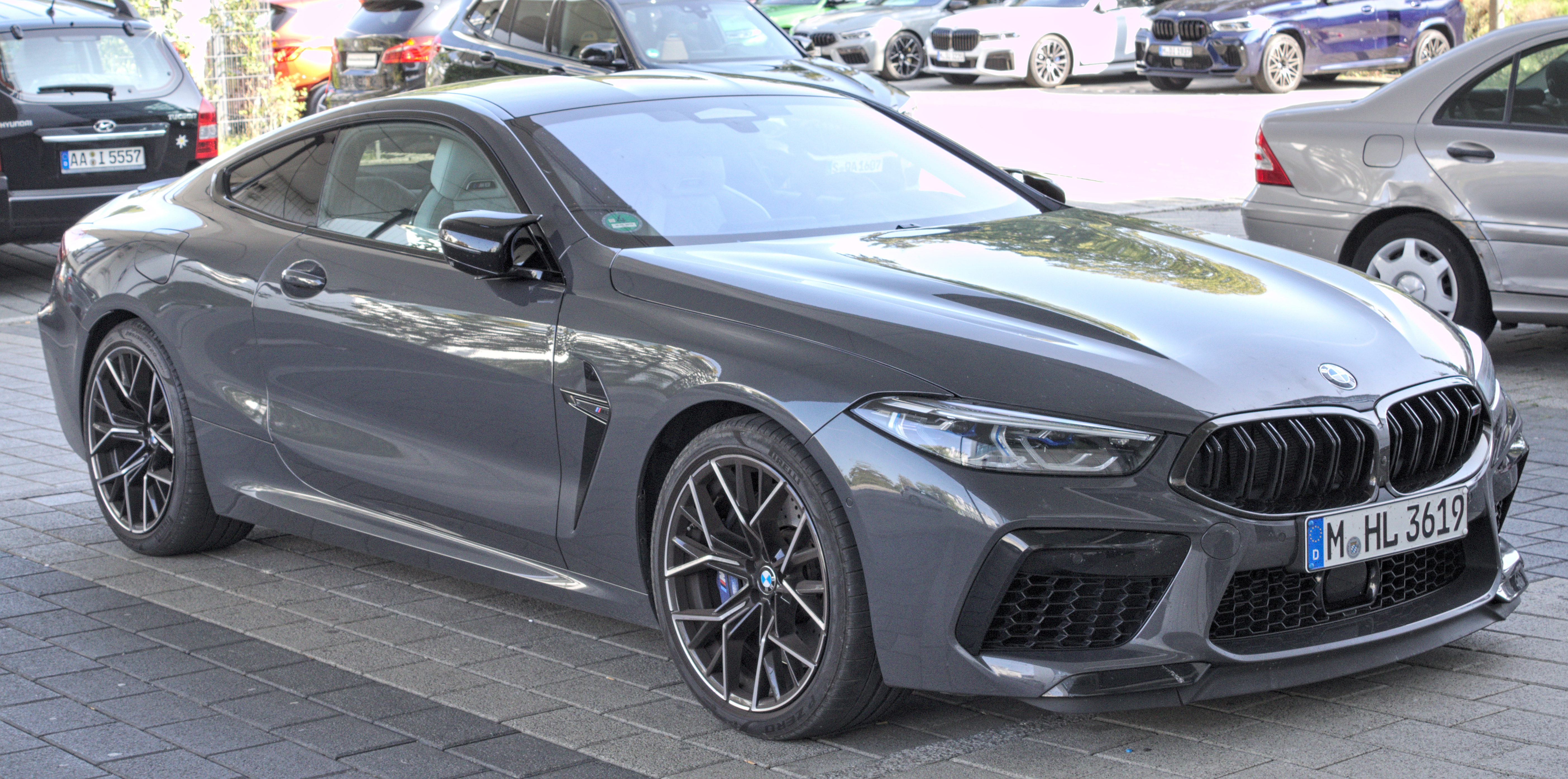
BMW M8 Competition

## Źródła zewnętrzne
- Fotografia samochodu
- Artykuł prasowy producenta
- https://www.autoevolution.com/news/the-story-of-the-elusive-e31-m8-prototype-a-620-hp-v12-powered-bmw-m-legend-188880.html
- https://www.facebook.com/BMW.Classic/posts/the-bmw-m8-prototype-featuring-a-thunderous-v12-engine-matched-with-lightweight-/2208479705873012/
- https://it.motor1.com/news/571818/bmw-m8-e31-prototype-video/
- https://www.youtube.com/watch?v=xzjkpFO2MGw